# RaidForums
RaidForums est un forum Internet de piratage cybercriminel en anglais actif de 2015 à 2019.
Le site Web facilite la discussion sur des sujets liés au piratage informatique et constitue un lieu de diffusion notable pour plusieurs violations de données et outils de piratage, ainsi que de pornographie, jusqu'à sa saisie en 2022.
RaidForums est monétisé via des publicités et un programme d'adhésion à plusieurs niveaux où les membres de niveaux plus élevés bénéficient d'un accès privilégié au forum et à son contenu,.
Au moment de sa fermeture en 2022, le forum compte plus de 530 000 utilisateurs enregistrés et constitue l'un des forums de piratage illicite Clearnet les plus prolifiques et les plus facilement accessibles.

## Histoire
RaidForums est créé en 2015 comme une plateforme pour les raiders de Twitch.
Le site Internet aurait été fondé par le ressortissant portugais de 21 ans, Diogo Santos Coelho, sous le pseudonyme « Omnipotent ».

### Arrestation

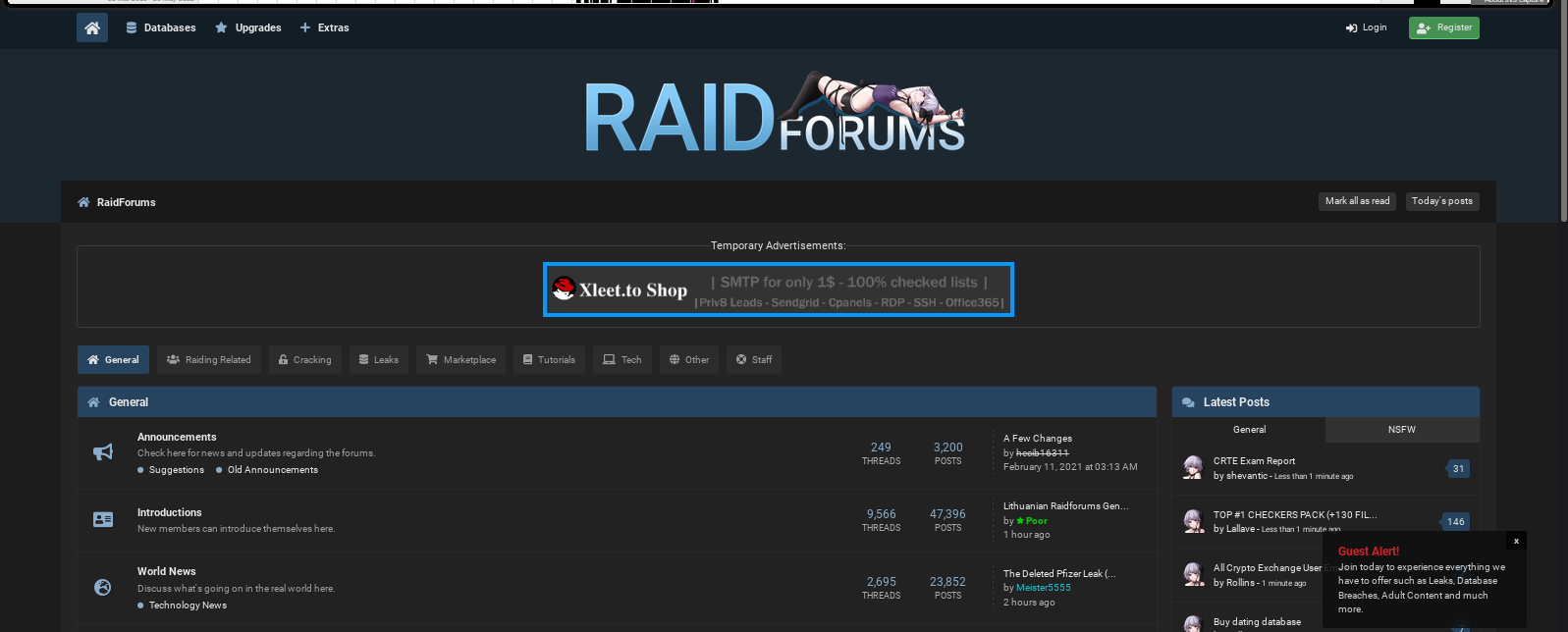
RaidForums.com en 2021

Diogo Santos Coelho est arrêté le 31 janvier 2022 au Royaume-Uni. Son arrestation a lieu après plusieurs années d'enquête après que plusieurs de ses appareils ont été fouillés sous mandat à l'aéroport international Hartsfield-Jackson en juin 2018, suggérant qu'il était le propriétaire et l'administrateur principal de « Omnipotent ».
Selon hackread.com, un administrateur sous le nom d'écran "Jaw" et "souls" a annoncé officiellement la saisie du Telegram public du forum, et a redirigé les abonnés de la chaîne vers le domaine de sauvegarde rf.to de RaidForums, qui a cependant été hors ligne (et est resté hors ligne pendant des mois) après cette déclaration, devenant à nouveau joignable seulement après la libération sous caution de Diogo Santos Coelho en août 2022,.

### Saisie du domaine
Le domaine et son contenu sont saisis par le FBI le 12 avril 2022 après un mois d'indisponibilité, en collaboration avec les services secrets des États-Unis, le ministère de la Justice des États-Unis et diverses autres forces de l'ordre et agences nationales et internationales.